# Cheilotrichia (Empeda) pubescens
Cheilotrichia (Empeda) pubescens is een tweevleugelige uit de familie steltmuggen (Limoniidae). De soort komt voor in het Neotropisch gebied.